# Arthroleptella drewesii
Arthroleptella drewesii är en groddjursart som beskrevs av Channing, Hendricks och Abeda Dawood 1994. Arthroleptella drewesii ingår i släktet Arthroleptella och familjen Pyxicephalidae. IUCN kategoriserar arten globalt som nära hotad. Inga underarter finns listade i Catalogue of Life.